# Stephen Desberg
Stephen Desberg, född 10 september 1954 i Bryssel, är en belgisk författare av tecknade serier.
Desberg inledde sin karriär på 1970-talet med att assistera vid manusförfattandet på bland annat Tim och Tommy. 1980 fick han sitt genombrott med barnserien Billy the Cat, tecknad av Stéphane Colman för tidningen Spirou.
Under 1980-talet skapade han ett flertal serier. Dessa inkluderade agentserien 421 (tecknad av Eric Maltaite), medeltidsserien Gaspard (tecknad av Johan De Moor), actionserien I.R.$. (tecknad av Bernard Vrancken), 1700-talsserien Skorpionen (tecknad av Enrico Marini) och thrillerserien Empire USA (tecknad av bland andra Griffo). Tillsammans med tecknaren Philippe Wurm har han gjort kriminalserien Le Cercle des sentinelles.
2010 var Desberg den tionde bäst säljande serieförfattaren i Frankrike. Vid två tillfällen, 1991 (för Billy the Cat) och 1995, har han tilldelas pris vid Angoulêmes internationella seriefestival. 2003 och 2005 nominerades han dessutom för Skorpionen.

## Serier (i urval)
- Billy the Cat (8 album, 1990-2003)
- Gaspard (4 album, 1987-1991)
- 421 (10 album, 1983-1992)
- I.R.$. (15 album, påbörjad 1999, pågår fortfarande)
- Skorpionen (11 album, påbörjad 2000, pågår fortfarande)
- Empire USA (6 album, 2008)